# Letek
Letek – biblijna miara objętości ciał sypkich, szacowany na ok. 197 lub 115 l (1/2 Chomera). W Biblii Tysiąclecia tłumaczony jako korzec, odpowiadający 225 l.